# Szczytno (gmina wiejska)
Szczytno – gmina wiejska w województwie warmińsko-mazurskim, w powiecie szczycieńskim.
W latach 1975–1998 gmina położona była w województwie olsztyńskim.
Siedziba gminy to Szczytno.
Według danych z 31 grudnia 2007 gminę zamieszkiwało 10 810 osób. Natomiast według danych z 31 grudnia 2019 roku gminę zamieszkiwało 13 095 osób.

## Struktura powierzchni
Według danych z roku 2002 gmina Szczytno ma obszar 346,24 km², w tym:
- użytki rolne: 36%
- użytki leśne: 48%

Gmina stanowi 17,96% powierzchni powiatu.

## Demografia

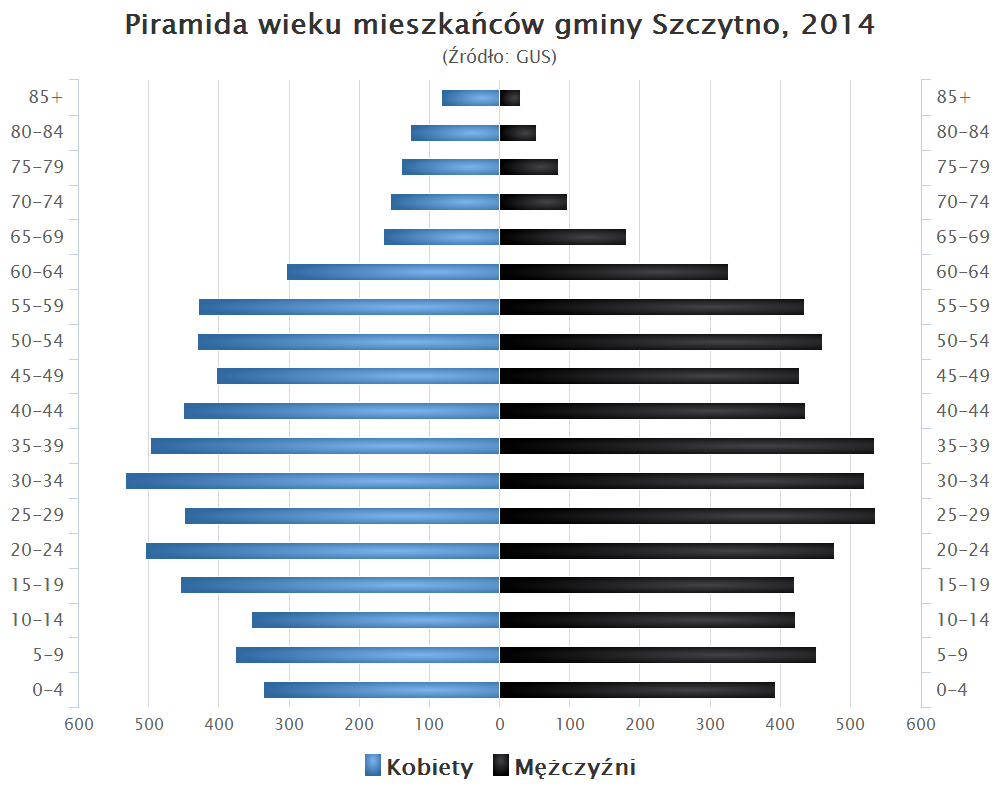
Piramida wieku mieszkańców gminy Szczytno w 2014 roku

Dane z 31 grudnia 2007:
| Opis                              | Ogółem | Ogółem | Kobiety | Kobiety | Mężczyźni | Mężczyźni |
| --------------------------------- | ------ | ------ | ------- | ------- | --------- | --------- |
| jednostka                         | osób   | %      | osób    | %       | osób      | %         |
| populacja                         | 10 810 | 100    | 5349    | 49,5    | 5461      | 50,5      |
| gęstość zaludnienia (mieszk./km²) | 31,2   | 31,2   | 15,4    | 15,4    | 15,8      | 15,8      |

## Sołectwa
Czarkowy Grąd, Dębówko, Gawrzyjałki, Jęcznik, Korpele, Lemany, Leśny Dwór, Lipowiec, Lipowa Góra Wschodnia, Lipowa Góra Zachodnia, Małdaniec, Marksewo, Niedźwiedzie, Nowe Gizewo, Nowiny, Olszyny, Piecuchy, Płozy, Prusowy Borek, Romany, Rudka, Sasek Mały, Sasek Wielki, Sędańsk, Siódmak, Stare Kiejkuty, Szczycionek, Szymany, Trelkowo, Wały, Wawrochy, Zielonka.

## Pozostałe miejscowości
Dąbrowa Nadjezierna, Janowo, Kamionek, Kaspry, Kobyłocha, Lipnik, Lipowiec Mały, Łęg Leśny, Młyńsko, Nowe Dłutówko, Ochódno, Piece, Pużary, Ruski Bór, Sasek, Sawica, Trelkówko, Ulążki, Wałpusz, Wikno, Wólka Szczycieńska, Wyżega, Żytkowizna.

## Wykaz miejscowości podstawowych w administracji gminy
- Osady

1. 1047044 Dąbrowa Nadjezierna osada
2. 0489478 Janowo osada
3. 0489188 Kamionek osada
4. 0489254 Leśny Dwór osada
5. 0489314 Lipnik osada
6. 0489403 Młyńsko osada
7. 0489165 Piece osada
8. 0489171 Sasek osada
9. 0489484 Sawica osada
10. 0489610 Wałpusz osada
11. 0489142 Wyżega osada

- Osady leśne

1. 1047067 Łęg Leśny osada leśna
2. 0489544 Nowe Dłutówko osada leśna
3. 1047104 Ruski Bór osada leśna
4. 0489225 Ulążki osada leśna
5. 0489372 Wikno osada leśna
6. 0489580 Żytkowizna osada leśna

- Wsie

1. 0489107 Czarkowy Grąd wieś
2. 0489113 Dębówko wieś
3. 0489120 Gawrzyjałki wieś
4. 0489159 Jęcznik wieś
5. 0489194 Kaspry wieś
6. 0489219 Kobyłocha wieś
7. 0489231 Korpele wieś
8. 0489248 Lemany wieś
9. 0489260 Lipowa Góra Wschodnia wieś
10. 0489277 Lipowa Góra Zachodnia wieś
11. 0489283 Lipowiec wieś
12. 0489308 Małdaniec wieś
13. 0489320 Marksewo wieś
14. 0489337 Niedźwiedzie wieś
15. 0489343 Nowe Gizewo wieś
16. 0489350 Nowiny wieś
17. 0489202 Ochódno wieś
18. 0489366 Olszyny wieś
19. 0489389 Piecuchy wieś
20. 0489395 Płozy wieś
21. 0489410 Prusowy Borek wieś
22. 0489426 Romany wieś
23. 0489432 Rudka wieś
24. 0489449 Sasek Mały wieś
25. 0489455 Sasek Wielki wieś
26. 0489461 Sędańsk wieś
27. 0489490 Siódmak wieś
28. 0489515 Stare Kiejkuty wieś
29. 0489521 Szczycionek wieś
30. 0489538 Szymany wieś
31. 0489550 Trelkowo wieś
32. 0489573 Wały wieś
33. 0489596 Wawrochy wieś
34. 0489604 Zielonka wieś

## Sąsiednie gminy
Dźwierzuty, Jedwabno, Pasym, Rozogi, Szczytno (miasto), Świętajno, Wielbark